# HD 55751
HD 55751，又名BD+03 1609，SAO 115119、HR 2729，是一颗恒星，视星等为5.35，位于銀經212.76，銀緯6.51，其B1900.0坐标为赤經7h 9m 5.6s，赤緯+3° 6.51′ 58″。